# Ломаченко, Анатолий Николаевич
Анатолий Никола́евич Ломаченко (укр. Анатолій Миколайович Ломаченко; род. 14 декабря 1964, Белгород-Днестровский) — советский и украинский тренер по боксу. Тренер и отец двукратного олимпийского чемпиона и чемпиона мира Василия Ломаченко.
Заслуженный тренер Украины (2006).

## Биография
Анатолий Ломаченко родился 14 декабря 1964 года в Белгороде-Днестровском, и большую часть жизни отдал средней школе № 5, в которой закончил девять классов и проработал учителем физкультуры.
После армии поступил в Одесский педагогический институт имени Ушинского на кафедру физвоспитания (окончил в 1986 году). В армии и институте занимался боксом, стал кандидатом в мастера спорта.
В 1987 году стал тренером белгород-днестровского боксёрского клуба «Аккерман», в стенах которого воспитал немало перспективных спортсменов. Одним из первых его подопечных, проявивших талант на международном уровне, стал Олег Езус — призёр первенства Европы и обладатель Кубка Балканских стран 1999 года среди молодёжи. Но безусловно лучшим учеником является сын Василий, в котором наставник воплотил мечту своей жизни — вырастить победителя Олимпийских игр.
К первым заметным победам на любительском ринге отец привёл сына в 2004 году, выиграв с ним чемпионат Украины и чемпионат Европы среди кадетов в категории до 46 кг. После этого началось стремительное восхождение Василия во взрослом боксе, в котором он стал 6-кратным чемпионом страны (2005, 2007, 2008, 2009, 2010, 2011), двукратным чемпионом мира (2009, 2011) и олимпийским чемпионом (2008, 2012) и обладателем одной из самых престижных индивидуальных наград в любительском боксе — Кубка Вэла Баркера (2008), который вручается самому техничному боксёру олимпийского турнира.
После Игр в Лондоне вместе с сыном перешёл в профессиональный бокс, где Василий сразу занял заметное место среди главных претендентов на чемпионские пояса по основным версиям в полулёгком весе (до 57,2 кг). Титул чемпиона мира по версии WBO был добыт уже в третьем бою: 21 июня 2014 года победив Гэри Расселла-младшего, сын Анатолия Николаевича стал вторым в истории боксёром, завоевавшим титул чемпиона мира на профессиональном ринге в третьем бою, и побил своеобразный рекорд, став первым боксёром в истории, сумевшим стать чемпионом мира, имея до завоевания этого титула всего один выигранный поединок. После этого боя Василий дважды защитил титул и перешёл во второй полулёгкий вес (до 59 кг). 11 июня 2016 года он отобрал этот же титул у пуэрториканца Романа Мартинеса и установил рекорд профессионального бокса по скорости завоевания чемпионских поясов в двух весовых категориях, после чего провёл три уверенные защиты.
Успехи Василия Ломаченко заставили специалистов пристальнее присмотреться к его наставнику: популярный боксёрский портал SecondsOut назвал Анатолия Ломаченко лучшим тренером мира по итогам 2016 года. А промоутер Боб Арум отметил:

«… Я думаю, что Анатолий, возможно, лучший тренер мира на сегодняшний день. Посмотрите-ка, что он сделал из Олимпийской украинской команды. Александр Усик — чемпион мира. Александр Гвоздик — уже дрался в андекарде Ковалёва, и вероятно он — будущий чемпион мира. А их тренировал отец Василия Ломаченко. Он многое сделал для своего сына».— Источник: БОКС-ТВ

## Награды
- Кавалер ордена «За заслуги» ІІІ степени (2011)[3]
- Кавалер ордена «За заслуги» ІІ степени (2012)[4]
- Кавалер ордена «За заслуги» І степени (2020)[5]
- Лучший тренер мира по версии боксёрского портала SecondsOut (2016)[6]
- Лучший тренер Украины по версии Национального Олимпийского комитета (2010)[7]
- Лучший тренер Одесской области по опросу спортивных журналистов (2007, 2008, 2009)
- Почётная грамота городского головы Одессы (2006)[8]
- Лучший тренер мира по версии ассоциации BWAA (2017 год)[9]
- Тренер года по версии журнала The Ring (2018)[10]